# Zodarion trianguliferum
Zodarion trianguliferum là một loài nhện trong họ Zodariidae.
Loài này thuộc chi Zodarion. Zodarion trianguliferum được J. Denis miêu tả năm 1952.